# Jack Smiley
Arthur John "Jack" Smiley (Waterman, Illinois, 22 de diciembre de 1922-Des Moines, Iowa, 30 de julio de 2000) fue un jugador y entrenador de baloncesto estadounidense que disputó dos temporadas entre la BAA y la NBA, además de jugar en la NBL y la NPBL. Con 1,91 metros de estatura, jugaba en la posición de escolta.

## Trayectoria deportiva

### Universidad
Jugó durante 4 temporadas con los Fighting Illini de la Universidad de Illinois en Urbana-Champaign, interviniendo en la Segunda Guerra Mundial durante dos años en medio de su carrera. En 1943 fue incluido en el mejor quinteto de la Big Ten Conference.

### Profesional
Comenzó su carrera profesional en los Fort Wayne Pistons en 1947, que al año siguiente se unieron a la BAA, donde jugó una temporada, en la que promedió 6,7 puntos y 2,3 asistencias por partido.
Al año siguiente fichó por los Anderson Packers, quienes mediada la temporada lo traspasaron a los Waterloo Hawks, donde ejerció como jugador-entrenador, promediando 6,6 puntos y 3,1 asistencias por partido, y consiguiendo un balance en el banquillo de 11 victorias y 16 derrotas.
El equipo se pasó a la NPBL al año siguiente, y Smiley continuó como jugador-entrenador una temporada más, hasta que decidió retirarse motivado por su salario, 11.000 dólares al año, que no era suficiente para una familia como la suya, ya por entonces con 5 hijos.

#### Estadísticas en la BAA y la NBA

##### Temporada regular
| Temporada | Edad | Equipo             | Liga  | P   | TIT | MIN | TC  | TCA | %TC  | 3P | 3PA | %3P | TL  | TLA | %TL  | R.OF. | R.DEF. | REB | ASIS | ROB | TAP | PER | FP  | PTS |
| 1948-49   | 26   | Fort Wayne Pistons | BAA   | 59  |     |     | 2.4 | 9.7 | .247 |    |     |     | 1.9 | 2.8 | .683 |       |        |     | 2.3  |     |     |     | 3.4 | 6.7 |
| 1949-50   | 27   | TOTAL              | NBA   | 59  |     |     | 1.7 | 6.2 | .269 |    |     |     | 2.3 | 3.4 | .677 |       |        |     | 2.7  |     |     |     | 3.3 | 5.6 |
| 1949-50   | 27   | Anderson Packers   | NBA   | 12  |     |     | 0.5 | 4.2 | .120 |    |     |     | 1.0 | 2.0 | .500 |       |        |     | 1.2  |     |     |     | 2.9 | 2.0 |
| 1949-50   | 27   | Waterloo Hawks     | NBA   | 47  |     |     | 2.0 | 6.7 | .293 |    |     |     | 2.6 | 3.8 | .701 |       |        |     | 3.1  |     |     |     | 3.4 | 6.6 |
| Total     |      |                    | TOTAL | 118 |     |     | 2.0 | 7.9 | .256 |    |     |     | 2.1 | 3.1 | .679 |       |        |     | 2.5  |     |     |     | 3.3 | 6.2 |
|           |      |                    | NBA   | 59  |     |     | 1.7 | 6.2 | .269 |    |     |     | 2.3 | 3.4 | .677 |       |        |     | 2.7  |     |     |     | 3.3 | 5.6 |
|           |      |                    | BAA   | 59  |     |     | 2.4 | 9.7 | .247 |    |     |     | 1.9 | 2.8 | .683 |       |        |     | 2.3  |     |     |     | 3.4 | 6.7 |